# ウィーン宮廷楽団
ウィーン宮廷楽団（Vienna Hofmusikkapelle）は、オーストリア・ウィーンにある宮廷礼拝堂（Hofburgkapelle）で演奏を行う演奏団体（オーケストラ・合唱団）である。ムジークフェラインザールでもコンサートを行う。

## 概要
はっきりとした起源は不明だが、1498年に当時の神聖ローマ皇帝マクシミリアン1世の命により作られた宮廷楽団が演奏を行ってきたことから、この時を起源と見ることができる。以来サリエリ、シューベルト、ブルックナー、クレメンス・クラウスらがメンバーとして名を連ねてきた。
器楽演奏は42名のウィーン・フィルハーモニー管弦楽団の団員が、合唱は18名のウィーン国立歌劇場合唱団男性団員やウィーン少年合唱団員が行っている。オルガン奏者はマルティン・ハーゼルベック（Martin Haselböck）とヘルベルト・タヘツィ（Herbert Tachezi）が務めている。
主なレコーディングとして、ヨーゼフ・クリップス指揮でモーツァルトのレクイエムや、ムーティ指揮でモーツァルトとジュスマイアーの宗教曲集などがある。映像としてはカール・ベーム指揮でシューベルトのミサ曲第6番などがある。